# 六月十六
六月十六，农历六月第十六天。

## 逝世
- 1595年（宣祖28年）：慶嬪李氏
- 明神宗万历四十四年，汤显祖。

## 节假日和习俗
- 南极大帝圣诞

## 其他内容
- 閏六月十六(2017年)
- 7 月 28 日 月全食（國內各地月沒帶食）

本次月全食自 01 時 13 分半影食始、02 時 24 分初虧、03 時 30 分食既、05 時 14 分生光、06 時 19 分
復圓、07 時 30 分半影食終。全部過程歷經 6 小時又 17 分鐘，其中本影食歷時 3 小時又 55 分鐘。最
大本影食分為 1.614。

## 参看
- 日历
- 六月十四 - 六月十五 - 六月十六 - 六月十七 - 六月十八
- 五月十六 - 六月十六 - 七月十六
- 正月 - 二月 - 三月 - 四月 - 五月 - 六月 - 七月 - 八月 - 九月 - 十月 - 十一月 - 腊月
- 公历6月16日